# سانحه جنگنده اف-۵ دزفول
به گزارش وب‌سایت نیروی هوایی ارتش ایران یک فروند جنگنده اف-۵ پایگاه هوایی دزفول پیش از ظهر یکشنبه ۴ شهریور ۱۳۹۷ در حین پرواز آموزشی به دلیل نقص فنی دچار سانحه شد. این وب‌سایت در گزارش خود اعلام کرد که در این سانحه که منجر به کشته شدن یکی از خلبانان شد، هواپیما با مهارت خلبان دیگر تحت کنترل قرار گرفت و با کمترین آسیب در حاشیه باند پرواز متوقف شد.
خبرگزاری ایرنا به نقل از یک منبع آگاه گزارش کرد که خلبان مربی سرهنگ منوچهر فتاحی در این سانحه جان خود را از دست داد و سرنشین دیگر این هواپیما به دلیل جراحت به بیمارستان منتقل شده‌است.